# Conférence de presse des animaux
 (juin 2019).
La « Conférence de presse des animaux » - en allemand : Pressekonferenz der Tiere - est un événement médiatique qui s'est déroulé au printemps 1984 lors de l'occupation du Hainburger Au en Autriche.

## Contexte
En 1983, le WWF Autriche lance la campagne « Sauvez les plaines inondables » au moment de la construction d'une centrale hydroélectrique près de Hainburg, à l'est de Vienne, afin d'attirer l'attention sur la destruction imminente d'une partie des plaines inondables du Danube.
Bien que la campagne soit soutenue par de nombreux militants écologistes, l'intérêt du grand public est d'abord limité. Les éditorialistes Günther Nenning et Gerhard Heilingbrunner, alors responsable de la section Alternative de l'Association des étudiants autrichiens, sont les initiateurs d'un référendum sur la préservation des plaines inondables et la création d'un parc national, soutenu par le biologiste Konrad Lorenz, qui se prononce en sa faveur.

## Déroulement
Une conférence de presse a lieu le 7 mai 1984 au Presseclub Concordia, à Vienne, pour soutenir ce qui est dès lors appelé le « référendum Konrad Lorenz. » Dans ce coup d'envoi médiatique à la campagne intensive, les défenseurs - des personnalités du monde politique et culturel - protestent contre le projet de centrale hydroélectrique de Donaukraftwerke AG à Hainburg, et font campagne pour la préservation des plaines inondables en expliquant les objectifs du référendum.
S'écartant du protocole habituel utilisé lors des conférences de presse politiques, les organisateurs optent pour une mise en scène efficace par l'actionnisme ; une caractéristique essentielle est que les participants à l'événement se présentent en costumes et avec les masques des animaux indigènes.
L'événement mis en scène fait allusion à La Conférence des animaux d'Erich Kästner : les médias donnent le nom de « Conférence de presse des animaux », et du point de vue des sciences de l'information et de la communication, il est possible de le considérer comme exemple de relations publiques particulièrement efficace en raison des publics cibles et de la portée atteinte.
Les événements entourant l'occupation du Hainburger Au sont considérés comme la naissance de l'écologisme moderne en Autriche et revêtent à la fois une signification environnementale et démocratique.

## Participants
Les participants de la conférence de presse le 7 mai 1984 sont :
- Günther Nenning, éditorialiste, membre du SPÖ  (déguisement : cerf rouge)
- Jörg Mauthe, conseiller municipal de Vienne ÖVP et écrivain (déguisement : cigogne noire)
- Bernd Lötsch, écologiste (déguisement : héron pourpré)
- Peter Turrini, dramaturge (déguisement : sonneur à ventre de feu)
- Othmar Karas, président des jeunes ÖVP (déguisement : cormoran)
- Freda Meissner-Blau, activiste écologiste du SPÖ (déguisement : carabidé)
- Hubert Gorbach, chef des jeunes FPÖ

Hubert Gorbach ne porte pas de déguisement lors de la conférence de presse, mais apparaît ensuite comme gorgebleue à miroir, de même que Gerhard Heilingbrunner de l'Association des étudiants autrichiens qui apparaît au cours de la campagne en tant que martin-pêcheur d'Europe.